# Zisterzienserinnenkloster San Joaquín y Santa Ana (Valladolid)

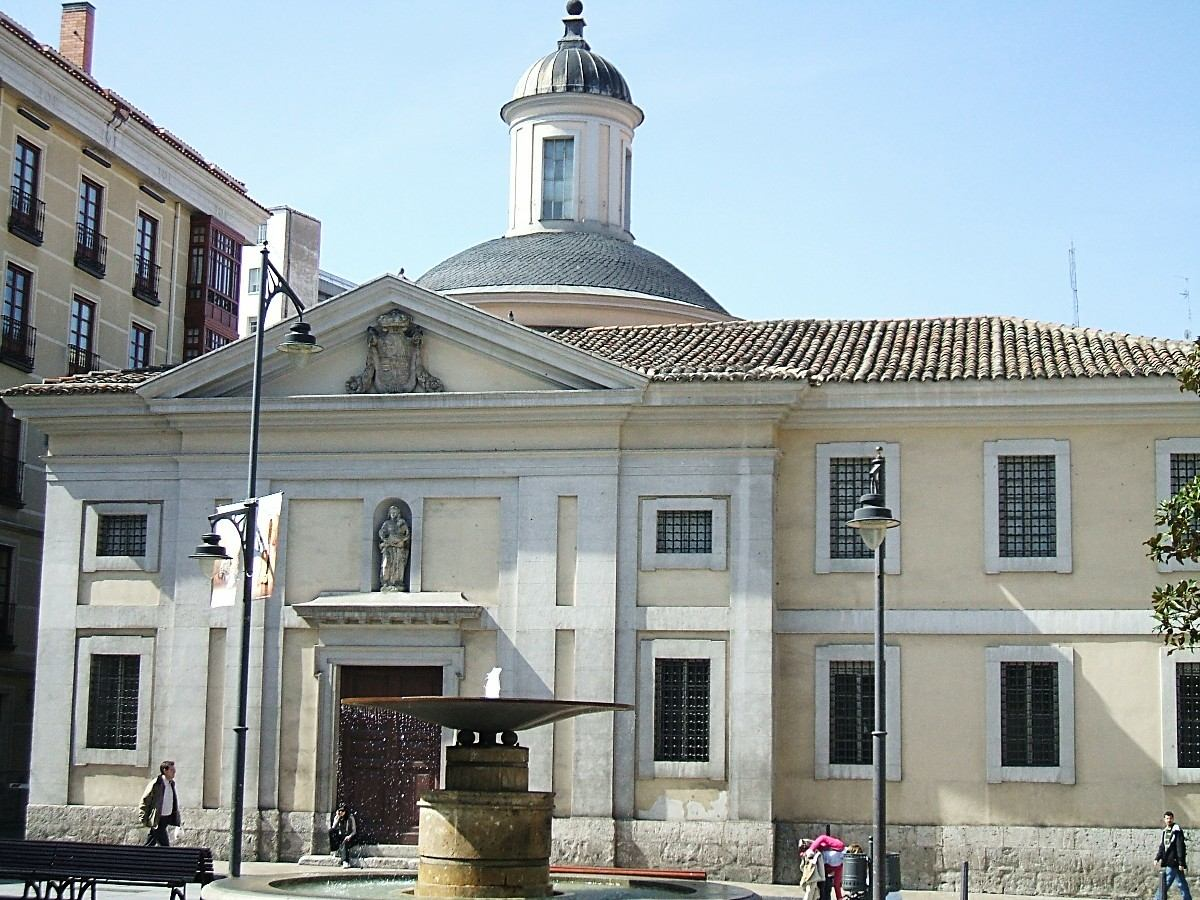
Valladolid, Kloster San Joaquín y Santa Ana

Das Zisterzienserinnenkloster San Joaquín y Santa Ana ist seit 1161 ein Kloster der Zisterzienserinnen, zuerst in Perales (Palencia), Comarca Tierra de Campos, ab 1595 in Valladolid in Spanien.

## Geschichte

### Perales
Graf Nuño Pérez de Lara († 1177) und seine Gemahlin Teresa Fernández de Traba stifteten 1161 in Perales, 20 Kilometer nördlich Palencia, das Nonnenkloster Santa María de la Consolación (Maria Trost), das von Schwestern aus dem Kloster Tulebras besiedelt wurde, ab 1199 aber Kloster Las Huelgas unterstand. Perales war 1593 die Wiege der Reformkongregation der Bernardas Recoletas. Vom Kloster Perales sind keine Reste erhalten.

### Valladolid
1595 wechselten die Zisterzienserinnen von Perales in das von König Philipp II. gestiftete und von Francisco Praves erbaute Nonnenkloster San Joaquín y Santa Ana (Joachim und Anna, meist verkürzt zu Santa Ana) in der Calle Santa Ana in Valladolid. Von hier ging die Klosterreform der Bernardas Recoletas aus, die zu zahlreichen Neugründungen führte und auch weitere bestehende Klöster erfasste. Nach Verfall wurde das Kloster zwischen 1780 und 1787 von Francisco Sabatini (1722–1797) an der heutigen Plaza Santa Ana neu errichtet. Seit 1956 steht es dort unter Denkmalschutz. Seit 1978 beherbergt es ein Museum für sakrale Kunst (Museo de San Joaquín y Santa Ana) mit bedeutenden Werken von Francisco de Goya, Gregorio Fernández (1634) und Pedro de Mena (1670). Der Konvent gehört zur Zisterzienserinnenkongregation San Bernardo (C.C.S.B.).